# Langstaartwoelmuis
De langstaartwoelmuis (Microtus longicaudus)  is een zoogdier uit de familie van de Cricetidae. De wetenschappelijke naam van de soort werd voor het eerst geldig gepubliceerd door Merriam in 1888.

## Voorkomen
De soort komt voor in Canada en de Verenigde Staten.